# Taferlmoos

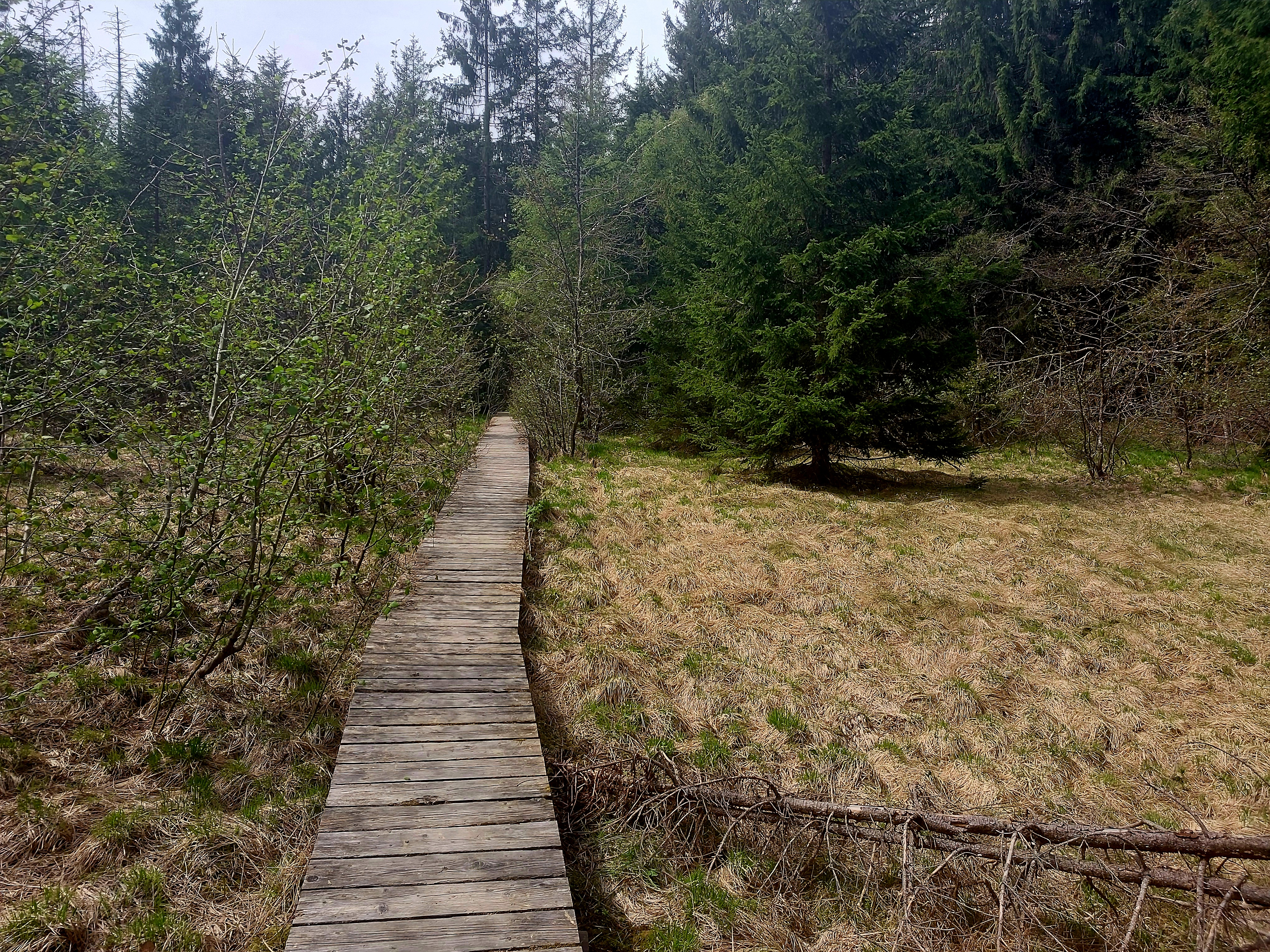
Holzsteg über das Taferlmoos

Das Taferlmoos ist ein voralpines Hochmoor an der Gemeindegrenze der Gemeinden Schliersee und Fischbachau im oberbayrischen Landkreis Miesbach. Es ist Teil des Landschaftsschutzgebiets Schutz des Schliersees und seiner Umgebung (LSG-00052.01).

## Geographie und Geologie
Das Taferlmoos liegt etwa 2,5 km östlich des Hauptorts Schliersee in einer Senke auf ca. 1080 m Höhe zwischen Schliersberg und Breitenberg, in der Flyschzone im Übergangsbereich zum nördlichen Voralpenland. Als sogenanntes Sattelmoor mit Hangwasseranschluss von zwei Seiten gehört es zu den verbreitetsten Hochmoortypen der Bayerischen Alpen.

## Touristische Erschließung
Das Taferlmoos ist sowohl aus westlicher Richtung vom Schliersee her als auch vom östlich gelegenen Fischbachau über Wanderwege gut erschlossen. Zur leichteren Überquerung des Moores wurde ein Holzsteg angelegt.